# Alioranus pastoralis
Alioranus pastoralis là một loài nhện trong họ Linyphiidae.
Loài này thuộc chi Alioranus. Alioranus pastoralis được Octavius Pickard-Cambridge miêu tả năm 1872.